# Microdon fuscicornis
Microdon fuscicornis är en tvåvingeart som beskrevs av Mitsuhiro Sasakawa 1960. Microdon fuscicornis ingår i släktet myrblomflugor, och familjen blomflugor.
Artens utbredningsområde är Thailand. Inga underarter finns listade i Catalogue of Life.